# Пенья-да-Агия
Пе́нья-да-А́гия (порт. Penha da Águia)  —  район (фрегезия) в Португалии,  входит в округ Гуарда. Является составной частью муниципалитета  Фигейра-ди-Каштелу-Родригу. По старому административному делению входил в провинцию Бейра-Алта. Входит в экономико-статистический  субрегион Бейра-Интериор-Норте, который входит в Центральный регион. Население составляет 169 человек на 2001 год. Занимает площадь 17,46 км².
Покровителем района считается Дева Мария (порт. Nossa Senhora da Luz). 